# دیوید دیلون
دیوید دیلون (به انگلیسی: David Dillon) (زاده ۳۰ مارس ۱۹۵۱) کارآفرین، بازرگان و مدیر ارشد اجرایی آمریکایی است، که در حال حاضر به‌عنوان رییس هیئت مدیره شرکت کروگر فعالیت می‌نماید.